# Leptotes burdicki
Leptotes burdicki är en fjärilsart som beskrevs av Henne 1935. Leptotes burdicki ingår i släktet Leptotes och familjen juvelvingar. Inga underarter finns listade i Catalogue of Life.

## Bildgalleri

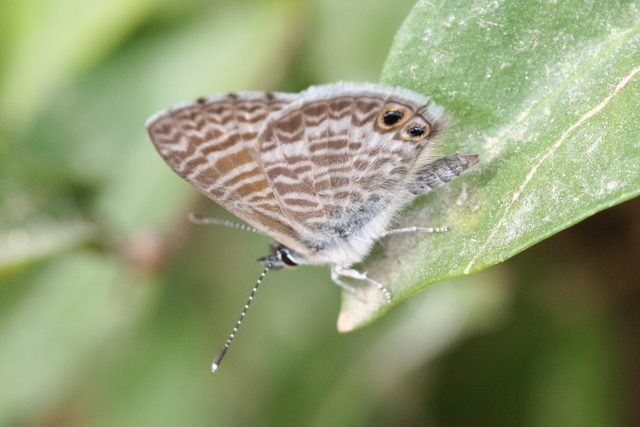
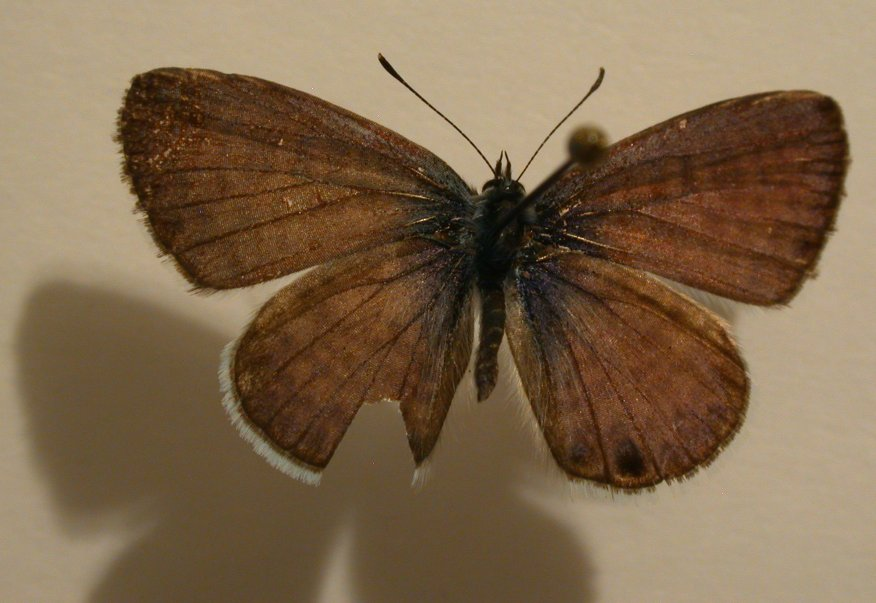